# Koiladi
Koiladi (en népalais : कोइलाडी) est un comité de développement villageois du Népal situé dans le district de Saptari. Au recensement de 2011, il comptait 4 723 habitants.